# 乔治·麦克劳德
乔治·L·麦克劳德（英語：George L. McLeod，1931年1月3日—），美国NBA联盟前职业篮球运动员。